# Liste von Persönlichkeiten der Stadt Sigmaringen
Diese Listen enthalten in Sigmaringen geborene Persönlichkeiten sowie solche, die in Sigmaringen gewirkt oder gelebt haben, jedoch andernorts geboren wurden, und die Ehrenbürger der Stadt. Die Listen erheben keinen Anspruch auf Vollständigkeit.
Als Heimat mehrerer Persönlichkeiten der Geschichte spielt Sigmaringen eine besondere Rolle, so stellt(e) die Stadt mit Fidelis von Sigmaringen einen Heiligen, mit Karl Anton von Hohenzollern-Sigmaringen einen preußischen Ministerpräsidenten, mit Carol I. und Ferdinand I. zwei Könige von Rumänien, mit Karl Lehmann einen Vorsitzenden der deutschen Bischofskonferenz und mit Lothar Späth und Winfried Kretschmann zwei Ministerpräsidenten des Landes Baden-Württemberg. Auch der Mediziner und Erforscher von Wurmkrankheiten Theodor Bilharz, der Namensgeber für die Bilharziose, sowie der Bierbrauer Frederick Miller, der die zeitweise zweitgrößte Bierbrauerei der Welt gründete, stammen aus Sigmaringen. Sigmaringen steht in Verbindung mit der Biographie vieler bekannter Franzosen, einerseits durch die Heiratspolitik der Hohenzollern, andererseits durch die Zeit des Vichy-Regimes als Sitz der provisorischen französischen Regierung und die Zugehörigkeit in der Nachkriegszeit zur französischen Zone.

## Ehrenbürger
- Ernst Behringer (1942–2023), Politiker, Ehrenbürger seit 2014[1]
- Rudolf Eisele, Träger des Bundesverdienstkreuzes, als Arzt war er der erste Direktor des Fürst Karl Krankenhauses, war lange Stadtrat, engagierte sich in ehrenamtlichen fürstlichen Organisationen und betreute das Museum „Runder Turm“.[2]
- Friedrich Wilhelm Fürst von Hohenzollern (1924–2010), war seit 1965 Oberhaupt des Hauses Hohenzollern, seit 1988 Träger der Verdienstmedaille des Landes Baden-Württemberg
- Luise Leininger (1899–1984), Trägerin des Bundesverdienstkreuzes, war Hausfrau, Stadträtin und engagierte sich in den 1950er Jahren mit Hilfsaktionen für den Osten.[2]
- Franz Keller (1875–1950), war ehemaliger Rektor der katholischen Schule und langjähriger Stadtrat. Er hat dem Staatsarchiv eine Sammlung von Quellen über Brauchtum und Persönlichkeiten in der Stadt hinterlassen.[2]
- Karola Knäpple (1929–2004), Stadträtin und stellvertretende Bürgermeisterin, hat große Verdienste im Engagement für die Senioren der Stadt erworben.[2]
- Rudolf Kuhn (1928–2010), Bürgermeister von Sigmaringen, in dessen Amtszeit die Eingemeindung der Ortsteile, der Bau des Freibads, die Korrektur des Donauverlaufs, der Neubau des Feuerwehrhauses, die Umwidmung der Alten Schule in ein Kulturzentrum und der Schwabstraße zur Fußgängerzone fiel. Nach seinem altersbedingten Ausscheiden ernannte ihn der Gemeinderat 1992 zum Ehrenbürger, nachdem ihm 1988 bereits die „Goldene Verdienstmedaille der Stadt Sigmaringen“ verliehen worden war.[3]
- Egon Müller (1885–1949) ehemaliger Bürgermeister von Sigmaringen, den die Nationalsozialisten aus seinem Amt drängten und der mit Genehmigung der französischen Alliierten 1945 wieder ins Amt kam. Er spielt eine bedeutende politische Rolle als Mitbegründer der CDU Württemberg-Hohenzollern.[2]
- Alfred Niklas (1920–2005), stellvertretender Bürgermeister, war Raumausstatter und Mundartdichter[2]
- Anton Reiser (1869–1923), Bürgermeister von Sigmaringen, Oberamtmann und Abgeordneter
- Franz B. Schiek, (1902–1993) als Bürgermeister Nachfolger von Egon Müller, hatte die schwierige Aufgabe, das Problem der Wohnungsnot zu lösen. Unter ihm entstanden die Wohngebiete Schafswiese, Ziegelacker und Hanfertal.[2]
- Carl Philipp Schwab (1743–1804), Fürstlich Hohenzollerischer Hof- und Bergrat später Stadtpfarrer, als Sohn des vermögenden Laizer Adlerwirts auf die Welt gekommen, hat Schwab zweimal, 1769 und 1799, der Stadt finanziell unter die Arme gegriffen. 6000 Gulden hat er zinslos geliehen, nur mäßige Rückzahlungsraten gefordert und bei seinem Tod der Stadt die Restschuld testamentarisch erlassen. Das Grab stand ursprünglich auf dem Friedhof auf dem Gelände des Deutschen Hauses. Als dieses bei der Stadterweiterung aufgelöst wurde, ließ die Stadtverwaltung den Stein auf den Hedinger Friedhof umsetzen.[2]
- Caspar Teufel († 16. April 1881), Reisesekretär, der Europa, Amerika und den Orient bereiste, und Hotelier (Bristol in Paris), erhielt wegen seiner Wohltaten am 27. Dezember 1877 den Ehrenbürgerbrief der Stadt.[4]
- Georg Zimmerer (1891–1972), Juwelier, in den 1920er Jahren verlegte er sein Geschäft nach Zürich und wurde sehr vermögend. Zimmerer richtete eine Stiftung ein, kaufte und schenkte der Stadt den „Runden Turm“.[2]

Die Stadt Sigmaringen hält durch die Pflege von elf Gräbern auf dem Hedinger Friedhof die Erinnerung an die Verdienste der Ehrenbürger wach.

## Söhne und Töchter der Stadt

### 13.–17. Jahrhundert
- Hedwig von Gutenstein: sie lebte im 13. Jahrhundert und war zumindest bis zum 1. August 1279 Äbtissin des Zisterzienserinnenklosters Wald. Sie gehörte (wahrscheinlich) der staufischen Reichsministerialenfamilie aus Gutenstein an.
- Eitel Friedrich IV. von Hohenzollern (1545–1605), erster Graf und Stammherr der Linie von Hohenzollern-Hechingen
- Karl II. von Hohenzollern-Sigmaringen (1547–1606), ab 1576 erster Graf von Hohenzollern-Sigmaringen
- Joachim von Zollern (1554–1587), Hohenzollernprinz
- Fidelis von Sigmaringen (1578–1622), Advokat der Armen
- Johann von Hohenzollern-Sigmaringen (1578–1638), erster Fürst von Hohenzollern-Sigmaringen
- Eitel Friedrich von Hohenzollern (1582–1625), Bischof von Osnabrück
- Salome von Pflaumern (1591 oder 1592–1654), Priorin der Benediktinerinnenabtei Fulda 1631–1654
- Katharina Steb (unbekannt – 1666), wurde als Hexe hingerichtet
- Meinrad II. von Hohenzollern-Sigmaringen (1673–1715), vierter Fürst von Hohenzollern-Sigmaringen
- Ferdinand Leopold von Hohenzollern-Sigmaringen (1692–1750), Hohenzollernprinz, Domherr und erster Minister des Kurfürstentums Köln

### 18. Jahrhundert
- Joseph Friedrich Ernst von Hohenzollern-Sigmaringen (1702–1769), fünfter Fürst von Hohenzollern-Sigmaringen, ließ den Wildpark Josefslust anlegen, die Stadtpfarrkirche St. Johann, die Josefskapelle und das Jagdhaus Josefslust erbauen
- Franz Wilhelm Nikolaus von Hohenzollern-Sigmaringen (1704–1737) war ab 1712 regierender Graf von Berg-’s-Heerenberg.
- Anton Mock (Franz Anton Aemilian Mock; 1712–1784), katholischer Geistlicher, Benediktiner, Abt des Klosters Irsee
- Andreas Meinrad von Ow (1712–1792), Kirchen- und Freskomaler des ausgehenden Barock
- Karl Friedrich von Hohenzollern-Sigmaringen (1724–1785), sechster Fürst von Hohenzollern-Sigmaringen,
- Johann Fidelis Wez (1741–1820), Kirchen- und Porträtmaler
- Anton Aloys (1762–1831), Fürst von Hohenzollern-Sigmaringen
- Karl Wachter (1764–1822), katholischer Pfarrer, Professor für Kirchenrecht in Konstanz und Ellwangen
- Johanna Franziska von Hohenzollern-Sigmaringen (1765–1790), Fürstin zu Salm-Kyrburg
- Karl von Hohenzollern-Sigmaringen (1785–1853), Landesherr von Hohenzollern-Sigmaringen
- Heinrich Karl (1796–1885), Oberforstmeister und Abgeordneter

### 19. Jahrhundert
- Otto Carl Würth (1803–1884), deutsch-schweizerischer Jurist aus dem Teilort Jungnau, 1832 Teilnehmer des Hambacher Festes und 1849 Mitglied der Frankfurter Nationalversammlung
- Carl Xaver Dopfer (1806–1867), Richter und Politiker
- Anton von Sallwürk (1807–1871), preußischer Regierungspräsident der Hohenzollerschen Lande
- Friedrich Widmann (1808–1881), hohenzollerischer Oberamtmann
- Karl Anton von Hohenzollern-Sigmaringen (1811–1885), Landesherr von Hohenzollern-Sigmaringen, von 1858 bis 1862 preußischer Ministerpräsident
- Josef Laur (1817–1886), Fürstlich Hohenzollerischer Oberbaurat
- Caesarine Kupfer-Gomansky, geb. Cesarine Heigel (1818–1886), Schauspielerin
- Eugen Schnell (1818–1897), Archivar
- Wilhelm Friedrich Laur (1820–1901), Kgl. Preuß. Geh. Baurat, Vater von Wilhelm Friedrich Laur
- Friederike von Hohenzollern-Sigmaringen (1820–1906), Hohenzollernprinzessin
- Walter Schwarzmann (1821–1886), Präsident des Badischen Verwaltungsgerichtshofs und Mitglied der ersten und zweiten Kammer der Badischen Ständeversammlung
- Richard Lauchert (1823–1868), Hofmaler und Professor
- Hermann Mock (1824–1883), hohenzollerischer Oberamtmann
- Theodor Bilharz (1825–1862), Mediziner, Arzt und Naturwissenschaftler; Erforscher und Namensgeber der Bilharziose
- Fidelis Graf (1827–1901), Reichstags- und Landtagsabgeordneter (Zentrum)
- Alfons Bilharz (1836–1925), Mediziner und Philosoph
- Fridolin Eisele (1837–1920), Rechtshistoriker, Mitglied des Preußischen Abgeordnetenhauses
- Joseph Huber (1837–1886), Geiger und Komponist
- Eduard Lütz (1838–1881), Maler und Fotograf
- Karl Eitel Friedrich Zephyrinus Ludwig von Hohenzollern-Sigmaringen (1839–1914), König Karl I. von Rumänien
- Ernst von Sallwürk (1839–1926), Pädagoge
- Anton von Hohenzollern-Sigmaringen (1841–1866), Prinz von Hohenzollern-Sigmaringen
- Sophie Stehle (1842–1921), Opernsängerin, königlich-bayerische Kammersängerin
- Joseph Stöckle (1844–1893), Altphilologe, Schriftsteller aus dem Teilort Gutenstein, begründete 1891 in Schwetzingen den Scheffelbund in Deutschland
- Maria Luise von Hohenzollern-Sigmaringen (1845–1912), Prinzessin von Hohenzollern-Sigmaringen
- Mathilde Weckerlin (1848–1928), Opernsängerin
- Gustav Bregenzer (1850–1919), Maler, Zeichner und Dichter
- Ambrosius Kienle (1852–1905), geboren in Laiz, Choralforscher, Hymnologe, Reformer der Kirchenmusik und Benediktinerpater in Beuron
- Josef Callenberg (1854–1960), Baumeister in Ostpreußen, ab 1909 Regierungsbaurat in Allenstein
- Chrysostomus Stelzer (1855–1905), Benediktinermönch in Beuron, 1. Prior in Gerleve
- Fidelius Henselmann (1857–1931), Kirchen- und Kunstmaler aus dem Teilort Laiz
- Adolf Hodler (1858–1906), Jurist, Amtsgerichtsrat und Politiker (Zentrum)
- Camillo Brandhuber (1860–1931), römisch-katholischer Geistlicher, Politiker und Mitglied des Preußischen Herrenhauses
- Philipp Longard (1860–1920), preußischer Beamter und Abgeordneter, von 1891 bis 1903 Oberamtmann von Hechingen und von 1903 bis 1920 Oberamtmann von Sigmaringen, Urenkel des Philosophen Moses Mendelsohn und Enkel des Malers Philipp Veit
- Karl Sauerland (1861–1939), Verwaltungsjurist und Abgeordneter
- Ferdinand von Hohenzollern-Sigmaringen (1865–1927), König Ferdinand I. von Rumänien
- Hans Lehner (1865–1938), provinzialrömischer Archäologe
- Karl Anton von Hohenzollern (1868–1919), Hohenzollernprinz und Generalleutnant
- Alfons Marmon (1873–1928), Bildhauer und Altarbauer
- Raphael Molitor (1873–1948), Benediktinermönch in Beuron, 1. Abt von Gerleve
- Adolf Ley (1876–1947), Pfarrer und Politiker
- Max Giese (1879–1935), Bauunternehmer, Erfinder der Betonpumpe
- Franz Xaver Marmon (1879–1963), Bildhauer und Altarbauer
- Xaver Henselmann, Architekt aus dem Teilort Laiz
- Max Leibbrand (1882–1946), Ingenieur und Eisenbahnmanager
- Karl Volk (1885–1965), geboren in Jungnau, Bildhauer
- Alfons Semler (1886–1960), Bibliothekar und Archivar aus dem Teilort Gutenstein, Professor Dr. phil, Autor vieler Bücher und Aufsätze
- Egon von Werner (1888–1955), Korvettenkapitän der Kriegsmarine und U-Boot-Kommandant im Ersten Weltkrieg
- Franz Groebbels (1888–1960), Physiologe und Ornithologe
- Max Solbrig (1889–1959), NSDAP-Politiker aus dem Teilort Gutenstein, stellvertretender NSDAP-Gauleiter Kurhessen-Waldeck, Gründungspräsident der Brüder Grimm-Gesellschaft (1942)
- Victor Arnaud (1890–1958), Maler und Grafiker
- Ernst Föhr (1892–1976), geb. in Josefslust, Geistlicher und Politiker (Zentrum)
- Karl Gallwitz (1895–1984), Landtechniker an der Georg-August-Universität Göttingen
- Alfons Beil (1896–1997), katholischer Theologe aus dem Teilort Gutenstein, Monsignore, Pfarrer in Heidelberg und Dekan des Kapitels Heidelberg, Verfasser zahlreicher Bücher
- Hans Gallwitz (1896–1958), Geologe, Paläontologe und Professor an der Martin-Luther-Universität Halle-Wittenberg
- Josef Henselmann (1898–1987), Künstler aus dem Teilort Laiz, Bildhauer und langjähriger Leiter der Akademie der Bildenden Künste in München

### 20. Jahrhundert
- Alex Frick (1901–1991), Zahnarzt und Heimatforscher
- Hans-Adolf von Blumröder (1904–1992), Offizier und Angehöriger des Bundesnachrichtendienstes
- Hanns Otto Stehle (1904–1992), ehemaliger Kolonialwaren-Kaufmann und Hoflieferant, später Privatier und Autor vor allem von Feuilleton- und Kriminalromanen in den 1940er bis zu den 1960er Jahren
- Rudolf Lamy (1905–1962), Dirigent und Komponist
- Adolf Eisele (1905–1978), Ordensgeistlicher
- Ernst Rothenbacher (1907–1980), Politiker (CDU), Landrat
- Bernia Weisert (1907–1945), Steyler Missionsschwester und Märtyrin
- Franz Marmon (1908–1954), NS-Jurist, Gestapobeamter, SS-Führer und Endphase-Kriegsverbrecher, koordinierte die Vernehmungen der Widerstandsgruppe Weiße Rose
- Anton Lorch (1910–1984), Brigadegeneral des Heeres der Bundeswehr
- Franz Gypkens (1911–1975), Theologe und Schriftsteller
- Walther Frick (1924–2016), Heimatforscher und Autor
- Wolfgang Widmaier (1926–2013), Hochschullehrer und Komponist
- Konrad Haug (1928–2012), Theologe und Pädagoge, Geistlicher Rat, von 1973 bis 1998 Direktor des erzbischöflichen Kinderheimes Haus Nazareth in Sigmaringen
- Richard Stöckle (1930–1993), Mundart-Schriftsteller
- Johann Georg von Hohenzollern (1932–2016), Kunsthistoriker und Museumsdirektor
- Karl Kreuzer (* 1934), Rechtswissenschaftler und ehemaliger Hochschullehrer
- Ulla Neumann (* 1934), Keramikerin und Krimi-Autorin
- Ernst Lorch (1935–2018), Restaurator, Bildhauer, Kirchenmaler, Künstler („Elo“) aus der bekannten Künstlerfamilie Lorch, übernahm Anfang der 1970er Jahre die Kunstwerkstätte Marmon
- Karl Lehmann (1936–2018), Bischof von Mainz und Kardinal, 1987–2008 Vorsitzender der Deutschen Bischofskonferenz
- Benno Huth (1937–2020), Maler, Grafiker und Zeichner
- Lothar Späth (1937–2016), Politiker (CDU), Ministerpräsident von Baden-Württemberg
- Werner Ruf (* 1937), Politikwissenschaftler
- Dieter Hömig (1938–2016), Jurist, Richter am Bundesverwaltungsgericht und am Bundesverfassungsgericht
- Günter Besenfelder (1939–2021), Lehrer und Gewerkschafter
- Peter Hund (1943–2021), Politiker (SPD), Landtagsabgeordneter
- Leonhard Schumacher (* 1944), Althistoriker
- Claus-Peter Wahl (* 1946), Jurist, Direktor des Arbeitsgerichts Lörrach 1998–2014[5]
- Dirk Gaerte (* 1947), Volkswirt und Politiker (CDU), ehemaliger Landrat des Landkreises Sigmaringen
- Adalbert Kienle (* 1948), Agrarökonom und Heimatforscher aus dem Teilort Laiz, war stellvertretender Generalsekretär des Deutschen Bauernverbandes
- Karl Friedrich von Hohenzollern (* 1952), Unternehmer, seit 2010 Oberhaupt der Schwäbischen Hohenzollern
- Dorothea Wehinger (* 1953), Politikerin (Bündnis 90/Die Grünen), Landtagsabgeordnete
- Friedemann Benner (* 1956), Musiker und Synchronsprecher
- Bernhard Schuler (* 1956), Oberbürgermeister von Leonberg
- Franz-Severin Gäßler (* 1957), Architekt und Baudirektor In München
- Roland Richter (* 1957), Politiker (CDU)
- Michael Boenke (* 1958), Autor
- Werner Spec (* 1958), Politiker, ehem. Oberbürgermeister von Ludwigsburg
- Christoph Böhmer (* 1959), Architekt und Stadtplaner, seit 1996 Leiter des Stadtplanungsamtes und seit 2005 Leiter des Planungs- und Baurechtsamtes der Stadt Heilbronn
- Gerd Stiefel (* 1959), Autor und ehemaliger Leiter der Polizeidirektion Sigmaringen
- Claus Wolf (* 1959), Archäologe und Leiter des Landesamtes für Denkmalpflege Baden-Württemberg im Regierungspräsidium Stuttgart
- Dietmar Wellisch (* 1960), Ökonom
- Ralf Bargou (* 1961), Mediziner und Professor an der Julius-Maximilians-Universität Würzburg
- Matthias Buck (1961–2023), Bühnenautor, Kunstkritiker, Kurator und Kunsthistoriker
- Udo Glatthaar (* 1961), Politiker (CDU), Oberbürgermeister von Bad Mergentheim
- Thomas Hüetlin (* 1961), Journalist
- Helmut Riegger (* 1962), Diplom-Verwaltungswirt (FH), Landrat des Landkreises Calw
- Thomas Gäßler (* 1962), Schauspieler und Moderator
- Hendrike Kösel (* 1963), Grafikerin
- Dietmar Fuhr (* 1964), Jazzmusiker
- Judith Kösel (* 1965), Keramikerin und Künstlerin
- Thomas Sprißler (* 1966), Oberbürgermeister von Herrenberg
- Konstantin Tsakalidis (* 1966), Regisseur und Choreograf
- Bernd Gombold (* 1967), Bürgermeister der Gemeinde Inzigkofen, Laientheater-Darsteller, Theater-Autor von Lustspielen und Schwänken,
- Klaus Weber (* 1967), Künstler und Maler
- Annette G. Köhler (* 1967), Ökonomin
- Matthias Endres (* 1969), Mediziner
- Tanja Gönner (* 1969), Politikerin (CDU), ehemalige Umweltministerin in Baden-Württemberg
- Heidi Friedrich (* 1970), Journalistin und Autorin
- Noah Fischer (* 1971), Saxophonist
- Marcus Ehm (* 1972), ehemaliger Behindertensportler, Jurist, Kommunalpolitiker (CDU); seit 2018 Bürgermeister von Sigmaringen, gewann 2000 bei den Paralympischen Spielen in Sydney drei Medaillen
- Alexandra Geiger geb. Hofmann (* 1974), Sängerin und Musikerin
- Roger Orlik (* 1974), Journalist, Autor und Verleger
- Steffen Nowak (* 1975), Schauspieler und Regisseur
- Christian Mayer (* 1976), Künstler
- Dirk Abel (* 1977), Politiker (CDU), Oberbürgermeister von Balingen
- Anita Hofmann (* 1977), Sängerin und Musikerin
- Michael Kempf (* 1977), Koch, mit zwei Sternen im Guide Michelin ausgezeichnet
- Tobias Müller (* 1979), Filmemacher und Regisseur des Filmes Sauacker
- DJ Crypt (* 1982), Hiphop-DJ
- Matthias Henne (* 1982), Politiker (CDU), Oberbürgermeister von Bad Waldsee
- Benedikt Stehle (* 1984), Schlagzeuger
- Jan Wagner (* 1989), Musiker
- Jacqueline Straub (* 1990), katholische Theologin
- Stefan Vogler (* 1990), Fußballspieler
- Anna Zaja (* 1991), Tennisspielerin
- Patrick Grigoriu (* 1991), Tennisspieler
- Pascal Wehrlein (* 1994), Automobilrennfahrer
- Regina Sergeeva (* 1994), Rhythmische Sportgymnastin
- Nina Poppel (* 1995), Politikwissenschaftlerin, freie Journalistin, Moderatorin und Social‑Media‑Creatorin
- Isabelle Hübener (* 1998), Ruderin
- Jonas Brändle (* 2000), Fußballspieler

## Persönlichkeiten, die vor Ort gewirkt haben

### 16.–18. Jahrhundert
- Karl I. von Hohenzollern (1516–1576), ab 1525 Graf von Hohenzollern, Reichshofpräsident des Heiligen Römischen Reiches
- Melchior Schramm (1553–1619), Organist und Komponist; 1574–1596 Organist und Hofkapellmeister von Hohenzollern-Sigmaringen
- Meinrad I. von Hohenzollern-Sigmaringen (1605–1681), ab 1638 zweiter Fürst von Hohenzollern-Sigmaringen, ließ die Schlösser von Sigmaringen und Haigerloch restaurieren bzw. wiederaufbauen
- Maria Clara von Berg-s’-Heerenberg (1635–1715), niederländische Adelige und Fürstin von Hohenzollern-Sigmaringen, wurde in der heutigen Partnerstadt von Sigmaringen Boxmeer geboren
- Maximilian von Hohenzollern-Sigmaringen (1636–1689), habsburgischer Militär, ab 1681 dritter Fürst von Hohenzollern-Sigmaringen, da sein Bruder den Haigerlocher Anteil des Fürstentums erbte, verkleinerte sich das Gebiet
- Franz Xaver Mezler (1756–1812), Mediziner, war Leibarzt der Fürsten und Leiter des Sanitätswesens in Sigmaringen, Gründer der Lesegesellschaft
- Amalie Zephyrine von Salm-Kyrburg (1760–1841), Fürstin, floh[6] kurz nach der Geburt ihres Sohnes Sigmaringen und konnte aufgrund ihrer Freundschaft zu Joséphine de Beauharnais dem Fürstentum die Souveränität retten
- Friedrich von Laßberg (1798–1838), Politiker und Jurist, leitete von 1836 bis 1838 die Landesregierung des Fürstentums
- Antoinette Murat (1793–1847), französische Erbprinzessin, Nichte des Marschalls von Frankreich und Königs von Neapel Joachim Murat, Gemahlin von Karl von Hohenzollern-Sigmaringen, ab 1831 Fürstin
- Johann Ferdinand Heyfelder (1798–1869), Chirurg und Hochschullehrer, Leibarzt und Medizinalrat in Sigmaringen

### 19. Jahrhundert
- Gabriel Eisele (1801–1858/59), Tierarzt und ab 1847 Landestierarzt
- Carl von Sallwürk (1802–1864), hohenzollerischer Oberamtmann, von 1833 bis 1844 Landtagsabgeordneter der hohenzollerischen Ständeversammlung in Sigmaringen
- Friedrich von Zeppelin (1807–1886), Hofbeamter und Unternehmer, Vater von Ferdinand von Zeppelin, 1834 war er Oberhofmarschall in Sigmaringen
- Eduard Clavel (1810–1873), Verwaltungsbeamter aus dem Teilort Laiz, 1846–49 Oberamtmann des Oberamts Haigerloch
- Thomas Geiselhart (1811–1891), Priester und Seelsorger, gründete 1859 das Waisenhaus Nazareth in Sigmaringen
- Karl Anton von Hohenzollern (1811–1885), war von Ende August 1948 bis Anfang Dezember 1949 letzter regierender Fürst von Hohenzollern-Sigmaringen
- Josephine von Baden (1813–1900), Prinzessin von Baden, Tochter der Adoptivtochter Napoleons I. Stéphanie de Beauharnais, ab 1869 Fürstin
- Frederick Miller (1824–1888), Braumeister in Sigmaringen und Gründer der Miller Brewing Company, heute Teil des weltweit zweitgrößten Brauereikonzerns SABMiller.
- Franz Xaver Marmon (1832–1878), Bildhauer und Altarbauer, Begründer der Kunstwerkstätte Marmon
- Otto von Westhoven (1834–1916), Beamter und Abgeordneter, von 1873 bis 1875 Oberamtmann vom Oberamt Gammertingen, ab 1881 vom Oberamt Hechingen und ab 1883 vom Oberamt Sigmaringen
- Leopold von Hohenzollern (1835–1905), von 1885 bis 1905 Fürst von Sigmaringen, 1870 auf Bitte von Bismarck Anwärter für die spanischen Thronfolge
- Johannes de Fay (1844–1899), Architekt und Baubeamter, begann ab 1895 mit dem Wiederaufbau des nach einem Brand 1893 zerstörten Ostflügels des Schlosses
- Antonia Maria von Braganza (1845–1913), Aquarellistin, Tochter der Königin von Portugal Maria II., ab 1885 Fürstin
- Albert Geyer (1846–1938), Architekt und Bauhistoriker, war von 1899 bis 1900 am Wiederaufbau, Umbau und der Erweiterung des Schlosses beteiligt
- Dionysius Schuler OFM (1854–1934), katholischer Franziskaner, Titularbischof, lebte und starb im Kloster Gorheim
- Siegfried Frank (1854–1916), deutsch-amerikanischer Bierbrauer aus jüdischer Familie, erwarb mit seinem Bruder 1893 die ehemalige Adler-Brauerei in Laiz und expandierte dann unter Löwenbräu Laiz
- Emanuel von Seidl (1856–1919), Architekt, Innenarchitekt und Ingenieur des Historismus und Eklektizismus, vollendete ab 1900 den Wiederaufbau des nach einem Brand zerstörten Ostflügels des Schlosses
- Joseph Marmon (1858–1934), katholischer Geistlicher und Pfarrer in Sigmaringen
- Philippe Pétain (1856–1951), französischer Oberbefehlshaber, Marschall von Frankreich, Kriegsminister, Diplomat und Staatschef des Vichy-Regimes, verweigerte in Sigmaringen mit dem NS-Regime zu kooperieren
- Philipp Longard (1860–1920), preußischer Beamter und Abgeordneter
- Emil Belzer (1860–1930), Jurist und Politiker (Zentrum), MdR, war von 1919 bis 1926 Regierungspräsident der Hohenzollernschen Lande
- Hermann Josef Lorch (1860–1946), Kirchenmaler von über 50 Kirchen und Kapellen, der Stadtpfarrkirche, der evangelischen Kirche, der Schlosskapelle in Sigmaringen, Schloss Herrenchiemsee oder Schloss Neuschwanstein
- Wilhelm von Hohenzollern (1864–1927), preußischer General der Infanterie und von 1905 bis 1918 Fürst von Sigmaringen
- Georg Lang von Langen (1868–1945), Verwaltungsbeamter., Amtmann und Landrat, wurde 1921 Geheimer Regierungsrat bei der Regierung in Sigmaringen
- Anton Reiser (1869–1923), Bürgermeister von Sigmaringen, Oberamtmann und Abgeordneter
- Hermann Ott (1870–1934), Stadtrat (Zentrum) in Sigmaringen, seit 1921 Präsident der Hohenzollernschen Handelskammer.
- Pierre Laval (1883–1945), französischer Politiker des Vichy-Regimes, wurde 1944 von Vichy nach Sigmaringen zwangsevakuiert und residierte vom September 1944 bis zum Januar 1945 im Schloss
- Paul Schraermeyer (1884–1955), Kommunalpolitiker, 1923 bis 1924 kommissarischer Leiter des preußischen Oberamtes Sigmaringen, 1924 bis 1945 Landrat des preußischen Landkreises Hechingen, NS-Kriegsverbrecher.
- Egon Müller (1885–1949), Kommunalpolitiker, Bürgermeister von Sigmaringen in den Jahren 1921–33 und 1945–47
- Alfons Scherer (1885–1964), preußischer Verwaltungsjurist und ab 1926 Regierungspräsident der Hohenzollernschen Lande im war jahrelangem Streit mit Friedrich von Hohenzollern und wurde 1931 von Carl Severing entlassen
- Karl Bömelburg (1885–1947), SS-Offizier der Gestapo, kam Ende August 1944 mit Pétain nach Sigmaringen, tauchte im Mai 1945 unter
- Fernand de Brinon (1885–1947), französischer Politiker des Vichy-Regimes, kam 1944 nach Sigmaringen, „regierte“ im Prinzenbau
- Martin Hauffe (1886–1972), Landesführer des Nationalsozialistischen Deutschen Frontkämpferbundes (Stahlhelm) in Sachsen, ab 1945 fürstlicher Geheimer Kabinettsrat
- Heinrich Brand (1887–1971), preußischer Ministerialbeamter und ab 1931 Regierungspräsident der Hohenzollernschen Lande, 1933 entlassen, von 1950 bis 1955 Regierungspräsident von Aachen
- Hubert von Lassaulx (1887–1955), Pfarrer, Religionslehrer und katholischer Theologe, besuchte das Königliche Katholische Gymnasium in Sigmaringen, wurde nach verschiedenen Stationen als Priester im Elsass Divisionspfarrer im Ersten Weltkrieg, Domvikar am Kölner Dom, 1932 Lehrer am staatlichen Katholischen Gymnasium zu Sigmaringen und wechselte 1941 an die Hindenburgschule in Wuppertal
- Eugène Bridoux (1888–1955), französischer General und Politiker des Vichy-Regimes, kam 1944 nach Sigmaringen
- Friedrich Imbery (1888–1962), Architekt des 1925–1927 errichteten Sigmaringer Rathauses. Führte beim Bau der Sigmaringer Stadthalle (1928–190) die Hand des stellvertretenden Stadtbaumeisters Kleck und baute zusammen mit dem Stuttgarter Architekten Hans Herkommer das erzbischöfliche Studienheim St. Fidelis. Baute neben den Schulen in Balingen (1921–1923), Nürtingen (1928) und Onstmettingen (1931) zahlreiche Villen in und um Sigmaringen.[7]
- Anton Gabele (1890–1966), Schriftsteller, Lehrer und Pädagoge, besuchte 1902–1908 das Königliche Katholische Gymnasium in Sigmaringen
- Friedrich von Hohenzollern (1891–1965), von 1927 bis 1965 Oberhaupt des Hauses Hohenzollern, musste im September 1944 mit seiner Familie das Schloss Sigmaringen verlassen und wurde im Schloss Wilflingen interniert
- Franz Joseph von Hohenzollern-Emden (1891–1964), 1911 Eintritt in die Kaiserliche Marine, 1933 Eintritt in die SS und Beantragung des Namenszusatz Emden, wurde 1944 wegen mangelnder Linientreue aus der NSDAP ausgeschlossen, wurde in der Fürstengruft der Hedingerkirche in Sigmaringen beigesetzt[8]
- Hans Kayser (1891–1964), deutsch-schweizerischer Musikwissenschaftler, Mathematiker und Begründer der modernen Harmonik, war u. a. mit seinen Freunden Karl Widmaier und Anton Gabele Mitherausgeber der 13-bändigen Reihe des Insel-Verlages Der Dom – Bücher deutscher Mystik
- Robert Seifert (1891–1963), Politiker (Zentrum), 1924–1945 Landrat des Oberamtes bzw. Landkreises Sigmaringen
- Mitani Takanobu (1892–1985), japanischer Beamter und Diplomat, kam 1944 als japanischer Botschafter für Frankreich mit der Vichy-Regierung nach Sigmaringen, war von 1948 bis 1965 Grand Chamberlain von Japan
- Friedrich Sieburg (1893–1964), Literaturkritiker und Literat, wurde 1939 in den Auswärtigen Dienst berufen, wurde 1940 in Brüssel „Sonderbeauftragter“ und 1943 Ehrenbegleiter für den französischen Marschall Pétain
- Louis-Ferdinand Céline (1894–1961), pronazistischer und antisemitischer französischer Schriftsteller, floh 1944 über Berlin nach Sigmaringen, da dort auch die Vichy-Regierung untergebracht war. Célines Roman D’un château l’autre, 1957 (Von einem Schloss zum anderen) beschreibt diese Zeit und wurde 2006 unter dem Titel Die Finsternis von Thomas Tielsch verfilmt.
- Marcel Déat (1894–1955), französischer Politiker des Vichy-Regimes, kam 1944 nach Sigmaringen
- Ernst Heinrich von Sachsen (1896–1971), jüngster Sohn des letzten sächsischen Königs Friedrich August III., flüchtete im März 1945 vor der anrückenden Roten Armee nach Sigmaringen
- Joseph Darnand (1897–1945), französischer Politiker des Vichy-Regimes, kam 1944 nach Sigmaringen
- Jacques Doriot (1898–1945), französischer Politiker der PCF, des LVF, des PPF und des Vichy-Regimes, kam 1944 nach Sigmaringen und wurde 1945 mit seinem Auto bei Menningen von einem alliierten Tiefflieger getötet
- Robert Le Vigan (1900–1972), französischer Schauspieler, floh vor der Résistance 1944 nach Sigmaringen, wo er in Schutzhaft kam

### 20. Jahrhundert
- Jean Luchaire (1901–1946), französischer Journalist, Zeitungsverleger und Politiker des Vichy-Regimes, amtierte 1944–45 in Sigmaringen als Informationskommissar
- Otto Abetz (1903–1958), Diplomat und Kunstlehrer, NSDAP-Botschafter in Paris, floh im Juni 1944 mit Pétain nach Sigmaringen
- Lucien Rebatet (1903–1972), pronazistischer und antisemitischer französischer Schriftsteller, floh 1944 nach Sigmaringen, da dort auch die Vichy-Regierung untergebracht worden war
- Jean Bichelonne (1904–1944), Hohenlychen, französischer Politiker und Mitglied des Vichy-Regimes, kam 1944 nach Sigmaringen
- Karl Epting (1905–1979), Romanist, Lektor, Pädagoge, Autor und Kulturpolitiker (NSDAP), übernahm 1940 die Kulturabteilung der deutschen Botschaft in Paris, kam 1944 mit Otto Abetz nach Sigmaringen
- Bernard Ménétrel (1906–1947), französischer Arzt, war Leibarzt von Marschall Pétain und kam mit diesem 1944 nach Sigmaringen und wurde von im November auf Anraten von de Binon inhaftiert
- Johann Adolf Graf von Kielmansegg (1906–2006), Oberst der Reichswehr, 1944 Brigadegeneral der Bundeswehr, von 1960 bis 1963 Kommandeur der 10. Panzerdivision in Sigmaringen, ab 1967 NATO-Oberbefehlshaber der Alliierten Streitkräfte Europa-Mitte
- Leo Hepp (1907–1987), Offizier des Oberkommandos der Wehrmacht, Generalleutnant der Bundeswehr, BND-Mitarbeiter, war von 1959 bis 1960 Kommandeur der 10. Panzerdivision Sigmaringen
- Franz Gog (1907–1980), Landtagsabgeordneter in Württemberg-Hohenzollern und später Baden-Württemberg, war Richter in Sigmaringen.
- Josef Moll (1908–1989), 1926 Württembergische Landespolizei, 1935 Oberleutnant der Wehrmacht, 1944 Oberstleutnant, 1957 Oberst der Bundeswehr, 1963 bis 1965 als Generalmajor in Sigmaringen
- Gerhard Heller (1909–1982), Verleger, Übersetzer, ab 1940 Offizier der Propaganda-Staffel beim Militärbefehlshaber Frankreich, kam 1944 mit Otto Abetz nach Sigmaringen
- Lucette Destouches (1912–2019), französische Tänzerin und Ehefrau von Céline, wohnte 1944/45 im Hotel Löwen in Sigmaringen
- Manfred Stohrer (1918–1976), evangelischer Stadtpfarrer von 1951 bis 1976, zog am Tage der Wiedereinführung der allgemeinen Wehrpflicht 1956 eine schwarze Trauer-Fahne an der Stadtkirche auf
- Günther Dietrich (1921–2006), Bauingenieur und Architekt der Fürstlich Hohenzollerischen Bauverwaltung, Maler, Bildhauer und Entwerfer zahlreicher Brunnen, zum Beispiel des Sigmaringer Brunnenberg-Brunnens
- Corinne Luchaire (1921–1950), französische Schauspielerin, wohnte 1944/45 mit ihrem Vater Jean Luchaire in Sigmaringen
- Georg Bensch, (1921–1991), Volkswirt, Redakteur, Verleger,[9] Inhaber des Jan Thorbecke Verlags in Sigmaringen
- Toni Berger (1921–2005), Schauspieler, begann im Herbst 1945 seine Karriere am Hoftheater Sigmaringen.
- Gustl Bayrhammer (1922–1993), Schauspieler, begann im Herbst 1945 seine Karriere am Sigmaringer Theater.
- Hermann Schwörer (1922–2017), Jurist, Unternehmer und Politiker (CDU), von 1958 bis 1994 Mitglied des Deutschen Bundestages, seit 1998 Träger der Verdienstmedaille des Landes Baden-Württemberg
- Friedrich Wilhelm von Hohenzollern (1924–2010), Industrieller und Oberhaupt der Schwäbischen Hohenzollern von 1965 bis 2010
- Günter Kießling (1925–2009), Leutnant der Reichswehr und ab 1971 Brigadegeneral der Bundeswehr, 1976 Kommandeur der 10. Panzerdivision in Sigmaringen, ab 1982 Befehlshaber der NATO-Landstreitkräfte; Auslöser der Kießling-Affäre
- Rudolf Kuhn (1928–2010), Kommunalpolitiker (parteilos), ehemaliger Bürgermeister von Sigmaringen, in seiner Amtszeit wurden die Teilorte eingemeindet, der Donauverlauf korrigiert, die Fußgängerzone und zahlreiche bedeutende Einzelhandelsfirmen aus der Innenstadt ausgesiedelt, was diese nachhaltig schwächte
- Hermann Ritter (1930–2024), Theologe und Pädagoge, ab 1963 erster Pfarrer der Pfarrei St. Fidelis, ab 1983 Domkapitular des Erzbistums Freiburg, seit 1988 Prälat
- Max Gögler (1932–2011), Verwaltungsjurist und Politiker (CDU), 1967 bis 1975 Landrat des Landkreises Sigmaringen, ab 1975 Regierungspräsident des Regierungsbezirks Tübingen
- Gerhard Berger (* 1933), Maler, Grafiker und Prorektor der Akademie der bildenden Künste in München, aufgewachsen im Teilort Laiz
- Berthold Kösel (1934–2021), Keramiker, Künstler und Kunst-Pädagoge
- Karl Missel (1935–2014), katholischer Theologe, von 1967 bis 2002 Rektor des Erzbischöflichen Studienheims St. Fidelis
- Roland Hauser (1938–2023), Richter, von 1999 bis 2010 Mitglied des Gemeinderats von Sigmaringen
- Maren Kuhn-Rehfus (1938–1993), Historikerin und Archivarin
- Dietmar Schlee (1938–2002), Politiker (CDU), ab 1989 Träger der Verdienstmedaille des Landes Baden-Württemberg
- Edith Kösel (1941–2019), Malerin, Kunst-Lehrerin
- Jörg Amsel (1942–2018), Fotograf und Künstler
- Ferfried Prinz von Hohenzollern (1943–2022), Tourenwagen-Rennfahrer und BMW-Werksfahrer, Co-Moderator der Sendung Royal Dinner beim Fernsehsender BonGusto
- Wolfgang Kopp (* 1945), Brigadegeneral a. D. der Bundeswehr
- Wolfgang Schneiderhan (* 1946), Generalinspekteur der Bundeswehr. Von 1972 bis 1974 diente er als Jugendoffizier der 10. Panzerdivision in Sigmaringen.
- Karl-Hermann Kästner (* 1946), Rechtswissenschaftler und Professor an der Universität Tübingen, war Richter am Verwaltungsgericht Sigmaringen
- Jürgen Binder[10] (* 1947), ehemaliger CDU-Politiker und von 1980 bis 1997 Landrat des Landkreises Sigmaringen, wurde 1997 von seinem Amt subspendiert, Auslöser der Binder-Affäre
- Winfried Kretschmann (* 1948), Politiker, Ministerpräsident des Landes Baden-Württemberg (Bündnis 90/Die Grünen), wohnt im Stadtteil Laiz
- Franz-Christian Mattes (* 1948 oder 1949), war Präsident des Verwaltungsgerichts Sigmaringen
- David Gilson (* 1953), britischer Musiker, dirigiert unter anderem die Sigmaringer Stadtkapelle
- Karl Rudi Domidian (* 1954), Künstlername „Hundefänger“, tätig vor allem bei Installationen im Bereich der Land Art, die er fotografiert
- Joachim Herrmann (* 1956), Volkswirt und Bankmanager, war 1999–2009 Vorstandsvorsitzender der Hohenzollerischen Landesbank, seit 1010 Verbandsgeschäftsführer des Sparkassenverbandes Baden-Württemberg
- Gabriele Loges (* 1957) Schriftstellerin, Journalistin und Kulturschaffende, Autorin des Buches „Paris, Sigmaringen“
- Edwin Ernst Weber (* 1958), Historiker, Autor und Archivar, Kreisarchivar des Landkreises Sigmaringen
- Karsten Bruno Rose (1961–2023), Fotograf, Bildmanipulator, Autor und Dozent für Bildbearbeitungstechnik
- Thomas Schärer (* 1962), deutsch-schweizerischer Politiker (Sozialdemokr. Partei der Schweiz, parteilos (2010–2013), ab 2013 CDU), u. a. ehem. Pressesprecher von McDonald’s (Schweiz), war von August 2010 bis Juli 2018 Bürgermeister von Sigmaringen.
- Josef Alexander Henselmann (* 1963), Bildhauer und Maler, Professor für Bildhauerei, Besitzer des Kunstmuseums Laiz
- Carsten Breuer (* 1964), seit März 2023 Generalinspekteur der Bundeswehr, war von 1989 bis 1992 S2-Offizier in Sigmaringen
- Daniel Rapp (* 1972), Politiker (CDU) und Oberbürgermeister von Ravensburg, war von Juli 2006 bis Mai 2010 Bürgermeister von Sigmaringen.
- Markolf Hoffmann (* 1975), Schriftsteller, besuchte die Liebfrauenschule in Sigmaringen und machte dort Abitur
- Johannes Kretschmann (* 1978), Politiker (Bündnis 90/Die Grünen), wohnt im Stadtteil Laiz